# Hannah Frank
Hannah Frank (Glasgow, 23 augustus 1908 – Glasgow, 18 december 2008) was een Schots kunstenares en beeldhouwster. 
Hannah was de dochter van een Russisch vluchteling, Charles Frank, een bekend cameramaker, en groeide op in het Glasgowse district Gorbals. Zij studeerde aan de universiteit van Glasgow. Verschillende van haar gedichten en tekeningen verschenen in het universiteitsmagazine, onder de naam AL AARAAF. Dit is de titel van een gedicht van Edgar Allan Poe dat voor haar een bijzondere betekenis had. Het was de naam die de Deense astronoom Tycho Brahe gaf aan een geheimzinnige ster die plots aan de hemel verscheen en steeds helderder werd, maar na een paar dagen verdween. In 1939 huwde Hannah met Lionel Levy. De werken die zij tijdens de Tweede Wereldoorlog maakte, reflecteerden de tijdgeest zoals zij die beleefde als Joodse. Met haar broers in het leger, waren het lange, donkere en grimmige jaren. Hannah begon toen ook te beeldhouwen in klei aan de academie van Glasgow bij Paul Zunterstein en Benno Schotz, die haar aanmoedigden, waarna beeldhouwen haar belangrijkste passie werd.
Hannah Frank bleef beeldhouwen tot 2000 en verbleef later in een rusthuis nabij Glasgow. Zij stierf in eind 2008 op honderdjarige leeftijd.